# Marathon (sport)
De marathon is een hardloopwedstrijd vanaf 1896, die sinds 1908 gelopen wordt over een afstand van 42,195 km.

## Geschiedenis van de marathon
De eerste loopwedstrijd met de naam marathon werd gelopen in 1896, en de huidige afstand van 42,195 km voor het eerst in 1908.
De discipline is volgens de legende verbonden aan de Slag bij Marathon uit het jaar 490 v.Chr., waarbij de Atheners (onder leiding van generaal Miltiades) de numeriek veel sterkere Perzen versloegen, wat de Eerste Perzische Oorlog in het voordeel van de Grieken besliste. Volgens het verhaal van Ploutarchos, 6 eeuwen later, zou een Griekse soldaat toen van het slagveld in Marathon naar Athene gesneld zijn (ongeveer 35 km) om het goede nieuws van de overwinning te melden. Geschiedkundig is dat verhaal niet betrouwbaar.
Het verslag van Herodotus, die niet lang na de slag geboren werd, vertelt een ander verhaal: de soldaat Pheidippides werd verschillende dagen vóór de slag van Athene naar Sparta gezonden om hulp te vragen. Na de weigering van de Spartanen liep de bode terug naar Athene, alles samen bijna 500 km. Bijna zes eeuwen later schreef Ploutarchos de klassieke versie van de legende op. Zijn boodschapper rende van Marathon naar Athene en viel dood neer na het uitbrengen van de woorden "Verheugt u, we hebben gewonnen!" (χαίρετε, νικῶμεν – chairete, nikomen). Nog volgens Ploutarchos heette de loper Thersippos, maar hij vermeldt ook andere bronnen die hem Eukles noemden en in volle wapenuitrusting lieten lopen. Ook zonder deze fysieke ongerijmdheid is de historiciteit van het verhaal niet aannemelijk.
Niettemin bood het eind 19e eeuw de inspiratie voor de naam van een afstandsloop. Onder aanvoering van Pierre de Coubertin streefde de Olympische beweging naar de invoering van een groots internationaal sportevenement, dat tevens als een eerbetoon moest gelden aan klassieke idealen die in het oude Griekenland werden verondersteld. Om daaraan meer cachet te geven bedacht men de invoering van passende onderdelen: het discuswerpen en ook de marathonloop: een hardloopwedstrijd over een lange afstand, die werd beschouwd als de grens van het menselijk kunnen en waarin vooral het uithoudingsvermogen van de deelnemers flink op de proef zou worden gesteld. Op suggestie van de Franse filoloog Michel Bréal werd deze wedstrijd als marathonloop opgenomen in het programma van de eerste moderne Olympische Spelen. Die spelen van 1896 werden in Athene gehouden.
De officiële afstand van de marathon zoals die tot heden geldt, werd voor het eerst gelopen bij de Olympische Zomerspelen 1908 in Londen. Toen werd de oorspronkelijke afstand van 25 mijl verlengd naar 26 mijl en 385 yards, 42,195 km, dit om louter organisatorische redenen ten gevolge van een verzoek van het Britse koningshuis: de afstand tussen de start op het terrein voor Windsor Castle tot de finishlijn die precies voor de koninklijke tribune in het White City Stadion in West-Londen was uitgezet. Op de volgende Olympische Spelen werd er echter weer een andere afstand gelopen, en pas 12 jaar later werd internationaal definitief vastgelegd, dat de marathon over 42,195 km verlopen zou moeten worden.

## Officieel bepalen van de 42,195 km
De volgende meetmethode is als enige goedgekeurd door de internationale atletiekfederatie.
Het meten begint met een ijkprocedure: 
- Niet ver van het op te meten parcours wordt met een kracht van 50 newton (via een dynamometer)  een specifieke stalen lintmeter opgespannen. Het temperatuursverschil tussen de geijkte meter en de omgeving wordt via een temperatuurscoëfficiënt verrekend.
- Dit wordt tien maal na elkaar herhaald   zodat 500 meter na elkaar is opgemeten.
- Daar wordt een meter bijgeteld.
- Dit proces wordt in de andere richting herhaald.
- Op het einde moet er op een meter uitgekomen worden met een toegelaten afwijking van 3 cm.

Met een pulsmeter (Jones counter) op het voorwiel van een fiets rijden vervolgens twee opmeters vier maal de geijkte 500 m op en af, om zo de ratio van het aantal pulsen en de afstand te bepalen.
Na de bepaling van deze verhouding wordt vanop de startlijn van de marathon volgens de korste weg gefietst onder begeleiding van de politie die de weg vrijhoudt. Onderweg stoppen de opmeters enkel om de 5,10, 21 en 30 km te markeren.
Na het markeren van de 42,195 km wordt de ijkbasis van 500 m nog maals vier keer op en af gefietst. (als bv. de bandendruk verminderd is, dan is de omtrek van het wiel kleiner en klopt het aantal pulsen niet meer.
Na afloop berekenen beide opmeters afzonderlijk de precieze afstand. Gemiddeld bedraagt het verschil tussen beide berekeningen 7 à 12 meter. Mocht het verschil enkele honderden meters zijn, dan bekijkt de organisatie om ergens een lus extra te voorzien
Metingen met een laser of via een gps-signaal zijn niet toegelaten door de internationale atletiekfederatie; met een laser zou het parcours langer zijn dan met de Jones counter en een gps verliest al vlug signaal tussen hoge bomen of gebouwen.

## Wedstrijden en lopers
De marathon vergt bijzonder veel van het fysieke uithoudingsvermogen. De marathonelite bij de mannen loopt met een gemiddelde snelheid van rond de 20 km/h (2:06.31 of sneller, om precies te zijn; het wereldrecord staat op 20,897 km/h), terwijl de gemiddelde recreant gedurende een marathon gemiddeld circa 10 km/h loopt. Ook een goed getrainde atleet kan normaal gesproken slechts enkele malen per jaar een hele wedstrijdmarathon op snelheid uitlopen, doordat het lichaam tijd nodig heeft om te herstellen. Duurlopen, snelheidstraining, krachttraining, een uitgebalanceerd voedingsschema (onder meer koolhydraten) en een ijzeren motivatie zijn enkele ingrediënten, die het goed volbrengen van een marathon mogelijk maken.
De halve marathon is geen olympische afstand, maar geldt als populaire wedstrijdafstand. Ervaren lopers doen het er soms bij als extra training. Ook is de marathon het laatste onderdeel van een gehele triatlon.

### Grote marathons
In Nederland zijn er twee grote marathons, de Marathon van Amsterdam en de Marathon van Rotterdam. Zij trokken in 2023 rond de 16.000 deelnemers. Andere marathons in Nederland volgen op ruime afstand (zie Lijst van marathons in Nederland). De eerste marathon van Nederland werd in 1947 in Enschede georganiseerd 
De grootste Belgische marathons worden gehouden in Brussel en Antwerpen en trekken beiden rond de 2.000 deelnemers (zie Lijst van marathons in België).
In 2023 namen ongeveer 43.000 hardlopers deel aan een marathon in Nederland en 11.200 lopers in België.
De volgende marathons hadden ooit meer dan 30.000 gefinishte deelnemers:
| Naam                   | Finishers | Jaar |
| ---------------------- | --------- | ---- |
| Marathon van Parijs    | 55.501    | 2025 |
| New York City Marathon | 52.813    | 2018 |
| Marathon van Londen    | 48.791    | 2023 |
| Marathon van Berlijn   | 44.093    | 2019 |
| Chicago Marathon       | 40.801    | 2014 |
| Boston Marathon        | 35.868    | 1996 |
| Tokyo Marathon         | 35.710    | 2024 |

Bovenstaande marathons (behalve Parijs) behoren tot de "World Marathon Majors". In deze twee jaar durende competitie strijden 's werelds beste (mannelijke en vrouwelijke) marathonlopers voor een hoofdprijs van $ 500.000.
De grootste marathonwedstrijden in de wereld zijn door de Internationale Atletiekfederatie (IAAF) onderscheiden met een label. Er zijn drie classificaties in toenemende status: brons, zilver en goud. Om een label te kunnen verkrijgen moet een marathon aan vastgestelde criteria voldoen, waaronder bijvoorbeeld deelname van internationale toplopers.
In Nederland hebben twee marathons een (Gold) Label: marathon van Rotterdam en marathon van Amsterdam.
Onderstaand het aantal marathons per label en per land:
| Label             | Aantal marathons | Aantal landen |
| ----------------- | ---------------- | ------------- |
| IAAF Gold Label   | 29               | 17            |
| IAAF Silver Label | 10               | 10            |
| IAAF Bronze Label | 19               | 12            |

### Marathons in Nederland
Zie Lijst van marathons in Nederland

### Marathons in België
Zie Lijst van marathons in België

### Marathons in overige landen
Zie Lijst van marathons

### Succesvolle lopers

#### Mannen
Hannes Kolehmainen (Finland) – Emil Zátopek (Tsjecho-Slowakije) – Abebe Bikila (Ethiopië) – Waldemar Cierpinski (Oost-Duitsland) - Paul Tergat (Kenia) – Eliud Kipchoge (Kenia)

#### Snelste Nederlandse lopers
| Nr. | Naam            | Tijd    | Wedstrijd      |
| --- | --------------- | ------- | -------------- |
| 1   | Abdi Nageeye    | 2:04.20 | Londen 2025    |
| 2   | Khalid Choukoud | 2:07.37 | Valencia 2023  |
| 3   | Kamiel Maase    | 2:08.21 | Amsterdam 2007 |
| 4   | Gerard Nijboer  | 2:09.01 | Amsterdam 1980 |
| 5   | Filmon Tesfu    | 2.09.45 | Rotterdam 2025 |
| 6   | Michel Butter   | 2:09.58 | Amsterdam 2012 |
| 7   | Marti ten Kate  | 2:10.04 | Rotterdam 1989 |
| 8   | Greg van Hest   | 2:10.05 | Rotterdam 1999 |
| 9   | Stan Niesten    | 2:10.10 | Rotterdam 2024 |
| 10  | Luc Krotwaar    | 2:10.13 | Fukuoka 2003   |

#### Snelste Belgische lopers
| Nr. | Naam              | Tijd    | Wedstrijd      |
| --- | ----------------- | ------- | -------------- |
| 1   | Bashir Abdi       | 2:03.36 | Rotterdam 2021 |
| 2   | Koen Naert        | 2:06.56 | Rotterdam 2023 |
| 3   | Vincent Rousseau  | 2:07.19 | Berlijn 1995   |
| 4   | Michael Somers    | 2:08.09 | Berlijn 2023   |
| 5   | Lahsene Bouchikhi | 2:08.36 | Valencia 2023  |
| 6   | Amaury Paquet     | 2:08.44 | Valencia 2023  |
| 7   | Armand Parmentier | 2:09.57 | Rotterdam 1983 |
| 8   | Marc Smet         | 2:10.00 | Berchem 1979   |
| 9   | Thomas De Bock    | 2:10.17 | Rotterdam 2023 |
| 10  | Dieter Kersten    | 2:10.22 | Enschede 2021  |

#### Vrouwen
Paula Radcliffe (Engeland) – Grete Anderson-Waitz (Noorwegen) – Tegla Loroupe (Kenia) – Margaret Okayo (Kenia) – Uta Pippig (Duitsland) – Naoko Takahashi (Japan) – Elfenesh Alemu (Ethiopië)

#### Snelste Nederlandse loopsters
| Nr. | Naam               | Tijd    | Wedstrijd      |
| --- | ------------------ | ------- | -------------- |
| 1   | Sifan Hassan       | 2:13.44 | Chicago 2023   |
| 2   | Nienke Brinkman    | 2:22.51 | Rotterdam 2022 |
| 3   | Lornah Kiplagat    | 2:23.43 | New York 2003  |
| 4   | Hilda Kibet        | 2:24.27 | Rotterdam 2011 |
| 5   | Carla Beurskens    | 2:26.34 | Tokio 1987     |
| 6   | Anne Luijten       | 2:26.36 | Amsterdam 2023 |
| 7   | Andrea Deelstra    | 2:26.46 | Berlijn 2015   |
| 8   | Miranda Boonstra   | 2:27.32 | Rotterdam 2012 |
| 9   | Jill Holterman     | 2:28.18 | Enschede 2021  |
| 10  | Nadezhda Wijenberg | 2:28.45 | Eindhoven 1999 |

#### Snelste Belgische loopsters
| Nr. | Naam              | Tijd    | Wedstrijd        |
| --- | ----------------- | ------- | ---------------- |
| 1   | Marleen Renders   | 2:23.05 | Parijs 2002      |
| 2   | Chloé Herbiet     | 2:24.56 | Sevilla 2024     |
| 3   | Hanne Verbruggen  | 2:26.32 | Sevilla 2023     |
| 4   | Juliette Thomas   | 2:27.20 | Eindhoven 2024   |
| 5   | Lieve Slegers     | 2:28.06 | Rotterdam 1996   |
| 6   | Ria Van Landeghem | 2:28.11 | Twin Cities 1988 |
| 7   | Mieke Gorissen    | 2:28.31 | Enschede 2021    |
| 8   | Astrid Verhoeven  | 2:29.21 | Eindhoven 2023   |
| 9   | Agnes Pardaens    | 2:29.50 | Boston 1987      |
| 10  | Nina Lauwaert     | 2:30.22 | Eindhoven 2018   |

Bijgewerkt: 13 oktober 2024

## Records
Het wereldrecord bij de mannen is 2:00.35 en staat op naam van de Keniaan Kelvin Kiptum, gelopen in 2023 in Chicago. Het Belgisch record is 2:03.36 van Bashir Abdi, gelopen in 2021 tijdens de marathon van Rotterdam. Het Nederlands record is 2:04.45 van Abdi Nageeye, gelopen in 2024 tijdens de marathon van Rotterdam.
Bij de vrouwen is het wereldrecord 2:09.56. Dit werd in oktober 2024 in Chicago gelopen door Ruth Chepngetich, die hiermee de eerste vrouw was die onder de grens van 2:10 wist te duiken. Zij was bijna 2 minuten sneller dan de houdster van het vorige record, Tigst Assefa, die in 2023 tot 2:11.53 kwam.
Het Belgisch record is 2:23.05, gelopen in 2002 door Marleen Renders. Het Nederlands record is sinds 23 april 2023 in handen van Sifan Hassan, die het record eerst met 2:18.33 overnam van Nienke Brinkman, 2022, Rotterdam (2:22.51), om er vervolgens op 8 oktober 2023 in Chicago 2:13.44 van te maken. Hiermee verbeterde zij tevens het Europese record van 2:15.25 van Paula Radcliffe uit 2003. 

### De 2 uur barrière
Op 6 mei 2017 werd een poging gedaan om op de Autodromo Nazionale Monza de marathon in minder dan 2 uur te finishen. Voor deze poging werden alle omstandigheden geoptimaliseerd om een zo snel mogelijke tijd te halen, al verliep niet alles volgens de officiële regels. De winnaar was Eliud Kipchoge. Hij finishte in een tijd van 2:00.25. Op zaterdag 12 oktober 2019 slaagde hij in Wenen wel, met een tijd van 1:59.40. Hij werd geholpen door 41 roulerende hazen (pacers), lopers die om beurten Kipchoge omringden om het tempo vast te houden en hem uit de wind te houden. Een elektrische auto ging hem vooraf en gaf de ideale lijn aan. De locatie en omstandigheden (o.a. temperatuur en luchtvochtigheid) waren als ideaal geselecteerd. Het record wordt niet opgenomen als wereldrecord omdat regels, die in een normale wedstrijd gelden, niet werden gevolgd.

### Snelste mannelijke atleten
Dit zijn de vijfentwintig snelste atleten op de marathon:
| Nr. | Naam                     | Land | Tijd    | Wedstrijd | Jaar |
| --- | ------------------------ | ---- | ------- | --------- | ---- |
| 1   | Kelvin Kiptum            | KEN  | 2:00.35 | Chicago   | 2023 |
| 2   | Eliud Kipchoge           | KEN  | 2:01.09 | Berlijn   | 2022 |
| 3   | Kenenisa Bekele          | ETH  | 2:01.41 | Berlijn   | 2019 |
| 4   | Sisay Lemma              | ETH  | 2:01.48 | Valencia  | 2023 |
| 5   | Benson Kipruto           | KEN  | 2:02.16 | Tokio     | 2024 |
| 6   | Birhanu Legese           | ETH  | 2:02.48 | Berlijn   | 2019 |
| 7   | Mosinet Geremew          | ETH  | 2:02.55 | Londen    | 2019 |
| 7   | Timothy Kiplagat         | KEN  | 2:02.55 | Tokio     | 2024 |
| 9   | Dennis Kimetto           | KEN  | 2:02.57 | Berlijn   | 2014 |
| 10  | Evans Chebet             | KEN  | 2:03.00 | Valencia  | 2020 |
| 10  | Gabriel Gerald Geay      | TAN  | 2:03.00 | Valencia  | 2022 |
| 12  | Lawrence Cherono         | KEN  | 2:03.04 | Valencia  | 2020 |
| 13  | Alexander Munyao         | KEN  | 2:03.11 | Valencia  | 2023 |
| 14  | Emmanuel Mutai           | KEN  | 2:03.13 | Berlijn   | 2014 |
| 14  | Wilson Kipsang           | KEN  | 2:03.13 | Berlijn   | 2016 |
| 14  | Amos Kipruto             | KEN  | 2:03.13 | Tokio     | 2022 |
| 14  | Vincent Kipkemoi Ngetich | KEN  | 2:03.13 | Berlijn   | 2023 |
| 18  | Mule Wasihun             | ETH  | 2:03.16 | Londen    | 2019 |
| 19  | Tadese Takele            | ETH  | 2:03.24 | Berlijn   | 2023 |
| 20  | Deresa Geleta            | ETH  | 2:03.27 | Sevilla   | 2024 |
| 21  | Getaneh Molla            | ETH  | 2:03.34 | Dubai     | 2019 |
| 22  | Bashir Abdi              | BEL  | 2:03.36 | Rotterdam | 2021 |
| 23  | Patrick Makau Musyoki    | KEN  | 2:03.38 | Berlijn   | 2011 |
| 24  | Tamirat Tola             | ETH  | 2:03.39 | Amsterdam | 2021 |
| 25  | Herpasa Negasa           | ETH  | 2:03.40 | Dubai     | 2019 |

Bijgewerkt: 22 augustus 2024
De volgende atleten horen ook bij de snelsten, echter zij liepen een niet officieel erkende tijd, omdat het parcours of de omstandigheden niet voldeden aan de reglementen.
| Nr. | Naam           | Land | Tijd    | Wedstrijd   |
| --- | -------------- | ---- | ------- | ----------- |
| 1   | Eliud Kipchoge | KEN  | 1:59.40 | Wenen 2019  |
| 2   | Geoffrey Mutai | KEN  | 2:03.02 | Boston 2011 |
| 3   | Moses Mosop    | KEN  | 2:03.06 | Boston 2011 |

### Snelste vrouwelijke atleten
Dit zijn de vijfentwintig snelste atletes op de marathon:
| Nr. | Naam                   | Land | Tijd    | Wedstrijd | Jaar |
| --- | ---------------------- | ---- | ------- | --------- | ---- |
| 1   | Ruth Chepngetich       | KEN  | 2:09.56 | Chicago   | 2024 |
| 2   | Tigst Assefa           | ETH  | 2:11.53 | Berlijn   | 2023 |
| 3   | Sifan Hassan           | NED  | 2:13.44 | Chicago   | 2023 |
| 4   | Brigid Kosgei          | KEN  | 2:14.04 | Chicago   | 2019 |
| 5   | Amane Shankule         | ETH  | 2:14.58 | Valencia  | 2022 |
| 6   | Paula Radcliffe        | GBR  | 2:15.25 | Londen    | 2003 |
| 7   | Worknesh Degefa        | ETH  | 2:15.51 | Valencia  | 2023 |
| 8   | Sutume Asefa Kebede    | ETH  | 2:15.51 | Tokio     | 2023 |
| 9   | Tigist Ketema          | ETH  | 2:16.07 | Dubai     | 2024 |
| 10  | Rosemary Wanjiru       | KEN  | 2:16.14 | Tokio     | 2024 |
| 11  | Peres Jepchirchir      | KEN  | 2:16.16 | Londen    | 2024 |
| 12  | Almaz Ayana            | ETH  | 2:16.22 | Valencia  | 2023 |
| 14  | Joyceline Jepkosgei    | KEN  | 2:16.24 | Londen    | 2024 |
| 14  | Megertu Alemu          | ETH  | 2:16.34 | Londen    | 2024 |
| 15  | Letesenbet Gidey       | ETH  | 2:16.49 | Valencia  | 2022 |
| 16  | Tsehay Gemechu         | ETH  | 2:16.56 | Tokio     | 2023 |
| 17  | Mary Keitany           | KEN  | 2:17.01 | Londen    | 2017 |
| 18  | Yalemzerf Yehualaw     | ETH  | 2:17.23 | Hamburg   | 2022 |
| 19  | Sheila Chepkirui       | KEN  | 2:17.29 | Valencia  | 2022 |
| 20  | Tadu Teshome           | ETH  | 2:17.36 | Valencia  | 2022 |
| 21  | Lonah Chemtai Salpeter | ISR  | 2:17.45 | Tokio     | 2020 |
| 22  | Tirunesh Dibaba        | ETH  | 2:17.56 | Londen    | 2017 |
| 23  | Angela Tanui           | KEN  | 2:17.57 | Amsterdam | 2021 |
| 24  | Degitu Azimeraw        | ETH  | 2:17.58 | Londen    | 2021 |
| 24  | Ashete Bekere          | ETH  | 2:17.58 | Tokio     | 2022 |

Bijgewerkt: 13 oktober 2024

### Wereldrecordontwikkeling
Wereldrecords voor de marathon worden erkend door de IAAF, wanneer het wedstrijdparcours officieel is gemeten door een internationale parcoursmeter, die lid moet zijn van het "IAAF/AIMS panel" (niveau "A" of "B"). De verschillende marathons kunnen immers niet zomaar met elkaar vergeleken worden, omdat de aard van het parcours (vlak of heuvelachtig bv.) een grote rol speelt en het niet altijd zeker is, of de afgelegde afstand exact 42,195 km is. Lange tijd werd er daarom gesproken van "beste wereldprestatie" op de marathon in plaats van wereldrecord.

#### Mannen
| Datum             | Atleet                | Nationaliteit | Tijd      | Plaats          | Land      | Uitslagen |
| ----------------- | --------------------- | ------------- | --------- | --------------- | --------- | --------- |
| 24 juli 1908      | John Hayes            | USA           | 2:55.18,4 | Shepherd's Bush | Engeland  |           |
| 1 januari 1909    | Robert Fowler         | USA           | 2:52.45,4 | Yonkers         | VS        |           |
| 12 februari 1909  | James Clark           | USA           | 2:46.52,6 | New York        | VS        |           |
| 8 mei 1909        | Albert Raines         | USA           | 2:46.04,6 | New York        | VS        |           |
| 12 februari 1909  | Frederick Barrett     | GBR           | 2:42.31   | Shepherd's Bush | Engeland  |           |
| 12 mei 1913       | Harry Green           | GBR           | 2:38.16,2 | Shepherd's Bush | Engeland  |           |
| 31 mei 1913       | Alexis Ahlgren        | SWE           | 2:36.06,6 | Shepherd's Bush | Engeland  |           |
| 22 augustus 1920  | Hannes Kolehmainen    | FIN           | 2:32.35,8 | Antwerpen       | België    | uitslag   |
| 13 oktober 1925   | Albert Michelsen      | USA           | 2:29.01,8 | Port Chester    | VS        |           |
| 31 maart 1935     | Fusashige Suzuki      | JPN           | 2:27.49   | Tokio           | Japan     |           |
| 3 april 1935      | Yasuo Ikenaka         | JPN           | 2:26.44   | Tokio           | Japan     |           |
| 3 november 1935   | Sohn Kee-chung        | KOR           | 2:26.42   | Tokio           | Japan     |           |
| 19 april 1947     | Suh Yun-bok           | KOR           | 2:25.39   | Boston          | VS        | uitslag   |
| 14 juni 1952      | Jim Peters            | GBR           | 2:20.42,2 | Chiswick        | Engeland  |           |
| 13 juli 1953      | Jim Peters            | GBR           | 2:18.40,2 | Chiswick        | Engeland  |           |
| 4 oktober 1953    | Jim Peters            | GBR           | 2:18.34,8 | Turku           | Finland   |           |
| 26 juli 1954      | Jim Peters            | GBR           | 2:17.39,4 | Chiswick        | Engeland  |           |
| 24 augustus 1958  | Sergej Popov          | URS           | 2:15.17   | Stockholm       | Zweden    |           |
| 10 september 1960 | Abebe Bikila          | ETH           | 2:15.16,2 | Rome            | Italië    | uitslag   |
| 17 februari 1963  | Toru Terasawa         | JPN           | 2:15.15,8 | Beppu           | Japan     |           |
| 15 juni 1963      | Leonard Edelen        | USA           | 2:14.28   | Cheswick        | Engeland  |           |
| 13 juni 1964      | Basil Heatley         | GBR           | 2:13.55,2 | Cheswick        | Engeland  |           |
| 21 oktober 1964   | Abebe Bikila          | ETH           | 2:12.11,2 | Tokio           | Japan     | uitslag   |
| 12 juni 1965      | Morio Shigematsu      | JPN           | 2:12.00   | Cheswick        | Engeland  |           |
| 3 december 1967   | Derek Clayton         | AUS           | 2:09.37   | Fukuoka         | Japan     | uitslag   |
| 30 mei 1969       | Derek Clayton         | AUS           | 2:08.34   | Antwerpen       | België    |           |
| 6 december 1981   | Robert de Castella    | AUS           | 2:08.18   | Fukuoka         | Japan     | uitslag   |
| 21 oktober 1984   | Steve Jones           | GBR           | 2:08.05   | Chicago         | VS        | uitslag   |
| 20 april 1985     | Carlos Lopes          | POR           | 2:07.12   | Rotterdam       | Nederland | uitslag   |
| 17 april 1988     | Belayneh Densamo      | ETH           | 2:06.50   | Rotterdam       | Nederland | uitslag   |
| 20 september 1998 | Ronaldo da Costa      | BRA           | 2:06.05   | Berlijn         | Duitsland | uitslag   |
| 24 oktober 1999   | Khalid Khannouchi     | MAR           | 2:05.42   | Chicago         | VS        | uitslag   |
| 14 april 2002     | Khalid Khannouchi     | USA 1         | 2:05.38   | Londen          | Engeland  | uitslag   |
| 28 september 2003 | Paul Tergat           | KEN           | 2:04.55   | Berlijn         | Duitsland | uitslag   |
| 30 september 2007 | Haile Gebrselassie    | ETH           | 2:04.26   | Berlijn         | Duitsland | uitslag   |
| 28 september 2008 | Haile Gebrselassie    | ETH           | 2:03.59   | Berlijn         | Duitsland | uitslag   |
| 25 september 2011 | Patrick Makau Musyoki | KEN           | 2:03.38   | Berlijn         | Duitsland | uitslag   |
| 29 september 2013 | Wilson Kipsang        | KEN           | 2:03.23   | Berlijn         | Duitsland | uitslag   |
| 28 september 2014 | Dennis Kimetto        | KEN           | 2:02.57   | Berlijn         | Duitsland | uitslag   |
| 16 september 2018 | Eliud Kipchoge        | KEN           | 2:01.39   | Berlijn         | Duitsland | uitslag   |
| 24 september 2022 | Eliud Kipchoge        | KEN           | 2:01.09   | Berlijn         | Duitsland | uitslag   |
| 8 oktober 2023    | Kelvin Kiptum         | KEN           | 2:00.35   | Chicago         | VS        | uitslag   |

#### Vrouwen
| Datum             | Atlete             | Nationaliteit | Tijd    | Plaats               | Land                | Uitslagen |
| ----------------- | ------------------ | ------------- | ------- | -------------------- | ------------------- | --------- |
| 3 oktober 1926    | Violet Piercy      | GBR           | 3:40.22 | Londen               | Engeland            |           |
| 13 december 1963  | Merry Lepper       | USA           | 3:37.04 | Culver City          | VS                  |           |
| 23 mei 1964       | Dale Greig         | GBR           | 3:27.45 | Ryde                 | Engeland            |           |
| 21 juli 1964      | Mildred Sampson    | NZL           | 3:19.33 | Auckland             | Nieuw-Zeeland       |           |
| 6 mei 1967        | Maureen Wilton     | CAN           | 3:15.22 | Toronto              | Canada              |           |
| 16 september 1967 | Anni Pede-Erdkamp  | GDR           | 3:07:26 | Waldniel             | Duitsland           |           |
| 28 februari 1970  | Caroline Walker    | USA           | 3:02.53 | Seaside              | VS                  |           |
| 9 mei 1971        | Beth Bonner        | USA           | 3:01.42 | Philadelphia         | VS                  |           |
| 31 augustus 1971  | Adrienne Beames    | AUS           | 2:46.30 | Werribee             | Australië (onzeker) |           |
| 27 oktober 1974   | Chantal Langlace   | FRA           | 2:46.24 | Neuf-Brisach         | Frankrijk           |           |
| 1 december 1974   | Jacqueline Hansen  | USA           | 2:43.55 | Culver               | VS                  |           |
| 21 april 1975     | Liane Winter       | FRG           | 2:42.24 | Boston               | VS                  | uitslag   |
| 3 mei 1975        | Christa Vahlensiek | FRG           | 2:40.16 | Dulmen               | Duitsland           |           |
| 12 oktober 1975   | Jacqueline Hansen  | USA           | 2:38.19 | Eugene               | VS                  |           |
| 1 mei 1977        | Chantal Langlace   | FRA           | 2:35.16 | Spaans kampioenschap | Oyarzun             |           |
| 10 september 1977 | Christa Vahlensiek | FRG           | 2:34.48 | West-Berlijn         | Duitsland           |           |
| 22 oktober 1978   | Grete Waitz        | NOR           | 2:32.30 | New York             | VS                  | uitslag   |
| 21 oktober 1979   | Grete Waitz        | NOR           | 2:27.33 | New York             | VS                  | uitslag   |
| 26 oktober 1980   | Grete Waitz        | NOR           | 2:25.42 | New York             | VS                  | uitslag   |
| 17 april 1983     | Grete Waitz        | NOR           | 2:25.29 | Londen               | Engeland            | uitslag   |
| 18 april 1983     | Joan Benoit        | USA           | 2:22.43 | Boston               | VS                  | uitslag   |
| 21 april 1985     | Ingrid Kristiansen | NOR           | 2:21.06 | Londen               | Engeland            | uitslag   |
| 19 april 1998     | Tegla Loroupe      | KEN           | 2:20.47 | Rotterdam            | Nederland           | uitslag   |
| 26 september 1999 | Tegla Loroupe      | KEN           | 2:20.43 | Berlijn              | Duitsland           | uitslag   |
| 30 september 2001 | Naoko Takahashi    | JPN           | 2:19.46 | Berlijn              | Duitsland           | uitslag   |
| 7 oktober 2001    | Catherine Ndereba  | KEN           | 2:18.47 | Chicago              | VS                  | uitslag   |
| 13 oktober 2002   | Paula Radcliffe    | GBR           | 2:17.18 | Chicago              | VS                  | uitslag   |
| 13 april 2003     | Paula Radcliffe    | GBR           | 2:15.25 | Londen               | Engeland            | uitslag   |
| 13 oktober 2019   | Brigid Kosgei      | KEN           | 2:14.04 | Chicago              | VS                  | uitslag   |
| 24 september 2023 | Tigst Assefa       | ETH           | 2:11.53 | Berlijn              | Duitsland           | uitslag   |
| 13 oktober 2024   | Ruth Chepngetich   | KEN           | 2:09.56 | Chicago              | VS                  | uitslag   |

## Varia
- In 2024 liep de Belgische Hilde Dosogne elke dag van het jaar een marathon.  Op 31 december werkte de 55-jarige haar 366e en laatste marathon af, een record voor een vrouw (goed voor 15.445 kilometer, 22 paar schoenen en 15 valpartijen).[18][19]
- Jaarlijks wordt in Griekenland nog de Athens Authentic Marathon georganiseerd: een wedstrijd van Marathon naar Athene, als eerbetoon aan de oorspronkelijke mythe[20].

## Andere betekenissen
De naam 'marathon' wordt ook gegeven voor andere races over lange afstand of het lang achter elkaar beoefenen van dezelfde bezigheid.